# دوغ كيرن
دوغ كيرن (بالإنجليزية: Doug Kern)‏ هو متسابق يخت أمريكي، ولد في 10 يوليو 1963 في فورت رايلي في الولايات المتحدة.

## وصلات خارجية
- دوغ كيرن على موقع أوليمبيديا (الإنجليزية)